# 円浄
圓淨（えんじょう、文治5年（1189年）- 建長8年4月19日（1256年5月15日））は平安時代後期から鎌倉時代中期にかけての天台宗の僧。近衛基通の子。円満院僧正と称された。

## 略歴
恒恵のもとで受戒し、円満院に入る。建仁2年（1202年）5月17日に権少僧都から権大僧都に昇進。その後権僧正に進み、安貞2年（1228年）11月、後堀河天皇の護持僧となる。貞永元年（1232年）10月2日、僧正に任ぜられ、園城寺の長吏となる。嘉禎2年（1236年）10月7日には四条天皇の護持僧に補され、寛元5年（1247年）平等院執印となった。建長8年4月19日（1256年5月15日）、68歳で入寂。